# Новгород-Сіверська друкарня
Новгород-Сіверська друкарня — друкарня, заснована 1674 чернігівським архієпископом Лазарем Барановичем при Новгород-Сіверському Спасо-Преображенському монастирі для видання, у першу чергу, своїх власних творів. Організацію друкарні Лазар Баранович доручив своєму писареві С.Ялинському, якого послав навчатися друкарської майстерності у Вільно (нині м. Вільнюс). Першими виданнями стали проповіді Лазаря Барановича «Слово на Благовіщення», «Слово на Святую Тройцю» і «Слово на Воскресіння» (1675). На сьогодні відоме 21 видання друкарні, серед яких переважали надруковані як польс., так і церковнослов'ян. мовами, проповіді й полемічні твори Лазаря Барановича, Іоаникія Ґалятовського, збірка Димитрія Туптала (див. Димитрій Ростовський) «Чуда пресвятої діви Марії», вірші польс. мовою О.Бучинського-Яскольда про облогу Чигирина турец. військом 1677. Із книг, необхідних для церк. служби, були видані лише Псалтир, що використовувався також для навчання читанню, та Анфологіон. Поза цим, за свідченням Лазаря Барановича, С.Ялинський разом з архімандритом Новгород-Сіверського Спасо-Преображенського монастиря Лаврентієм Крщоновичем друкував «тры тисячи книжечок, то есть кграматики, часословци, елементари», тобто кириличні й лат. букварі, часослови, за якими навчалися читанню. Видання оздоблені гравюрами, заставками, кінцівками; граверами були С.Ялинський, «отець Костянтин», «В. Л.»
1679, після пожежі в місті та монастирі, Лазар Баранович перевів друкарню до Чернігова (див. Чернігівська друкарня).